# Andreas Ehrig
Andreas Ehrig (Langenbernsdorf, 20 oktober 1959) is een voormalig langebaanschaatser uit Oost-Duitsland. Hij was getrouwd met voormalig langebaanschaatsster Andrea Mitscherlich. Ehrig nam tweemaal deel aan de Olympische Winterspelen, in 1980 en 1984, waar hij vijf keer in de top tien reed en een keer elfde werd.
Hij is tevens de zilverenmedaillewinnaar van het WK Junioren 1979 in Grenoble. De Oost-Duitser moest vijf jaar wachten om weer op een podium te mogen staan in een internationale wedstrijd. In 1984 werd hij vierde bij het EK Allround en vierde op de Olympische 5000 meter in Sarajevo. Op het WK Allround behaalde hij wel het podium. In Ehrigs laatste internationale schaatstoernooi werd hij in Göteborg tweede achter de Sovjet Oleg Bozjev. Dit was de zesde Duitse medaille op de wereldkampioenschappen na de derde plaats van zijn Oost-Duitse landgenoot Helmut Kuhnert in 1960 en de derde plaats van de Duitser August Underborg op het (inofficiële) WK in 1891 Julius Seyler 3e in 1897 2e in 1898 F. Toklas 1899 in 

## Persoonlijke records
| Afstand      | Tijd     | Datum            | Baan        |
| ------------ | -------- | ---------------- | ----------- |
| 500 meter    | 38,40    | 4 november 1977  | Medeo       |
| 1000 meter   | 1.16,80  | 17 maart 1979    | Medeo       |
| 1500 meter   | 1.56,40  | 5 november 1977  | Medeo       |
| 3000 meter   | 4.06,77  | 28 maart 1979    | Medeo       |
| 5000 meter   | 7.00,56  | 23 maart 1984    | Medeo       |
| 10.000 meter | 14.51,94 | 13 februari 1980 | Lake Placid |

## Resultaten
| Jaar | EK Allround          | WK Allround          | Olympische Spelen             | WK Junioren |
| ---- | -------------------- | -------------------- | ----------------------------- | ----------- |
| 1977 | NC23 (19, 19, 26, -) |                      |                               |             |
| 1978 | 14e (12, 15, 14, 13) | 14e (21, 10, 20, 13) | 4e (8, 6, 7, 7)               |             |
| 1979 | 15e (5, 16, 17, 14)  | NC20 (24, 17, 15, -) | · (, 4, , 8)                  |             |
| 1980 | 10e (11, 8, 8, 6)    | 8e (8, 8, 10, 13)    | 9e 1500m 10e 5000m 8e 10.000m |             |
| 1981 | 10e (12, 8, 7, 14)   | 5e (15, 5, 11, 4)    |                               |             |
| 1982 |                      | NC20 (18, 19, 19, -) |                               |             |
| 1983 |                      |                      |                               |             |
| 1984 | 4e · (, 17, 4, 5)    | · (4, 4, , 9)        | 5e 1500m 4e 5000m 11e 10.000m |             |

- = geen deelname
NC# = niet gekwalificeerd voor de laatste afstand, maar wel als # geklasseerd in de eindrangschikking
(#, #, #, #) = afstandspositie op allroundtoernooi (500m, 5000m, 1500m, 10.000m) of op juniorentoernooi (500m, 1500m, 1000m, 3000m).

### Medaillespiegel
| Kampioenschap | Goud · | Zilver · | Brons · |
| ------------- | ------ | -------- | ------- |
| WK Allround   | 0      | 1        | 0       |
| WK Junioren   | 0      | 1        | 0       |